# Kyadiguppa, Kushtagi
Kyadiguppa là một làng thuộc tehsil Kushtagi, huyện Koppal, bang Karnataka, Ấn Độ.